# Liste des rois de Brega
Pour les articles homonymes, voir Brega.
L’origine du nom du royaume de Brega est Mag Breg, la plaine de Brega, dans les actuels Comté de Meath et de Dublin. Annexé au VIe siècle par les Uí Néill descendants de Conall Criamthain un fils de Niall Noigiallach Le royaume de Brega comprenait la Colline de Tara site où les Ard ri Érenn étalent traditionnellement proclamés

## Historique
Les rois de Brega appartenaient aux Uí Néill par le biais du Síl nÁedo Sláine branche des Uí Néill du Sud. Le royaume fut divisé au VIIIe siècle en deux parties. Síl nÁedo Sláine contrôlait le site de Tara mais ses rois résidaient à Ráith Airthir (actuel Oristown)  puis Loch nGabor (Lagore) et au début du IXe siècle à Cnogba (Knowth). 
L'affaiblissement du royaume est peut-être lié à l’hostilité du royaume voisin de Mide ou Uisnech contrôlé par l’autre royaume branche des Ui Neill du Sud le Clan Cholmáin qui portait le titre de « ríg Uisnig ». Au Xe siècle et XIe siècle leurs successeurs les Uí Máelshechlainn étaient établis à Dun na Sciath près du Lough Ennell ou à Cro-inis sur le lac lui-même 
Après la mort de Cinaed mac Irgalaig en 728 aucun des membres du Síl nÁedo Sláine n’accéda à la dignité d’Ard ri Érenn à l’exception de Conghalach Cnogba mac Mael Mithig mort en 956. 
Les Annales d'Ulster et les Annales des quatre maîtres relèvent les noms de nombreux rois de Brega parfois conjoints notamment dans le royaume de Brega Sud, toutefois plusieurs rois régnèrent sur les deux parties du royaume de Brega qui semble avoir été absorbé par celui de Mide au XIIe siècle avant la conquête anglo-normande.

## Rois de Brega
- 1) Áed Sláine († 604) fils de Diarmait mac Cerbaill ancêtre du Síl nÁedo Sláine
- 2) Conall Laeg Breg († 612) fils d’Áed Sláine
- 3) Congal († 634) fils d’Áed Sláine
- 4) Ailill Cruitire († 634) fils dÁed Sláine dont le Fir Chúl Breg
- 5) Blathmac († 665) et Diarmait Ruanaid (mort en 665), fils d’Áed Sláine
- 6) Conaing Cuirre († 662) fils de Congal mac Áed Sláine dont les Uí Chonaing
- 7) Sechnasach († 671) fils de Blathmac mac Áed Sláine
- 8) Cenn Fáelad († 675) fils de Blathmac mac Áed Sláine
- 9) Fínnachta Fledach († 695) fils de Dúnchad mac Áed Sláine (mort en 659)
- 10) Congalach († 696) fils de Conaing Cuirre
- 11) Niall Ui Chernaig († 701), fils de Cernach Sotal  († 664), fils de Diarmait Ruanaid.
- 12) Írgalach († 702) fils de Conaing Cuirre
- 13) Amalgaid († 718) fils de Congalach mac Conaing
- 14) Conall Grant Ui Chernaig (en)  († 718) petit-fils de Cernach Sotal
- 15) Fógartach († 724) fils de Niall mac Cernaig Sotail mac Diarmait Ruanaid mac Áed Sláine
- 16) Cinaed († 728) fils de Irgalach
- 17) Conaig († 742) fils de Amalgaid
- 18) Indrechtach mac Dungalach Ui Chonaing (en) († 748)
- 18bis) Coirpre († 771) fils de Fógartach
- 19) Dúngal  († 759) fils de Amalgaid
- 20) Congalach († 778) fils de Conaing
- 21) Diarmait († 786) fils de Conaig
- 22) Flann († 812) fils de Congalach
- 23) Cernach († 818) fils de Congalach
- 24) Cummascach († 839) fils de Congalach
- 25) Conaing († 849) fils de Flann
- 25) Cináed († 851) fils de Conaig
- 26) Flann mac Conaing († 868) fils de Conaig
- 27) Flannacán mac Cellaig († 896)
- 28) Máel Finnia mac Flannacán († 903)
- 29) Máel Mithig mac Flannacán († 919), tué à la bataille d'Islandbridge

## Rois de Nord Brega ou rois de Cnogba (Knowth)
- Congal mac Áedo Sláine, † 634
- Conaing Cuirre mac Congaile (dont les Uí Chonaing), († 662)
- Congalach mac Conaing, († 696)
- Amalgaid mac Congalaig, († 718)
- Conaing mac Amalgado, († 742) (rí Ciannachta)
- Dúngal mac Amalgado († 759)
- Congalach mac Conaing, († 778)  (rí Ciannachta)
- Diarmait mac Conaing , († 786)
- Flann mac Congalaig († 812)  (rí Ciannachta)
- Cernach mac Congalaig † 818 (rí Cnogba)
- Cummascach mac Congalaig († 839) (rí Ciannachta)
- Conaing mac Flainn († 849) fils de Flann  (rí Brega)
- Cináed mac Conaing † 851 (rí Ciannachta)
- Flann mac Conaing  † 868 (rí Brega)
- Cellach mac Congalach
- Flannacan mac Cellaig, † 896 (rí Brega)
  - Congalach mac Flannacán † 893 (Rigdoma Bregh) (c'est-à-dire: héritier désigné de Brega)
  - Cellach mac Flannacán † 895 (Rigdoma Bregh)
  - Cinaed mac Flannacán † 896  (Rigdoma Bregh)
- Máel Finnia mac Flannacán, † 903  (rí Brega)
- Máel Mithig mac Flannacán, † 919  (rí Cnogba), tué à la bataille d'Islandbridge
- Lorcan mac Dunchad † 925
- Flann mac Mael Finna † 932
- Congalach mac Mael Mithig (rí Cnogba), † 956
- Muichertach mac Congalach † 964
- Domnall mac Congalach † 976
- Congalach mac Domnall Ua Congalach † 977
- Donnchad mac Domnall Ua Congalach † 991
- Donnchad mac Donnchad † 1017
- Donnchad Ua Duin † 1027
- Mathgamain Ua Riacain † 1032
- Flannacan Ua Cellaigh roi en 1028 † 1060
- Gairbeith Ua Cathasaigh † 1061
- Mael Morda Ua Cathasaigh † 1073
- Trénair Ua Cellaigh † 1093
- Cellach Ua Cellaigh † 1146 tué par Flaithbetach Ua Cathasaigh
- Muirchetach Ua Cellaigh en 1161
- Donnchad Ua Cellaigh en 1170.

## Rois de Sud Brega /Deiscert Breg ou Loch Gabhair (Lagore)
- Cernach Sotal mac Diarmait Ruanaid (dont les Uí Chernaig) mort en 664/667.
- Niall mac Cernaig Sotail † 701.
- Fógartach mac Niall  † 724
- Cathal mac Néill ou Cathal Corc (rí Deiscert Breg)† 729
- Cernach mac Fogartaig  † 738
- Fergus mac Fogartaig mac Niall mac Cernach Sotal, † 751
- Coirpre mac Fogartaig exilé 769 † 771
- Máel Dúin mac Fergusa, † 785
- Fogartach mac Cummascaig † 786
- Cummascach mac Fogartaig † 797 retiré dans un monastère
- Ailill mac Fergusa, (rí Deiscert Breg), † 800.
- Cernach mac Fergusa † 805 (rí Locha Gabor)
- Conall mac Niall roi conjoint † 815 (rí Deiscert Breg)
- Focarta mac Cernach roi conjoint † 815
- Aengus mac Mael Duin  † 825
- Diarmaid mac Niall † 826
- Caipre mac Male Duin † 836
- Tigernach mac Fócartai, roi conjoint † 865
- Mael Sechnaill mac Niall, roi conjoint †  870
- Tolarg mac Fogartach roi conjoint † 888
- Mael Ograi mac Congalach † 908
- Fogartach mac Tolarg † 916
- Cellach mac Fogartach † 919, tué à la bataille d'Islandbridge
- Béollán mac Ciarmac mac Congalach  † 969
- Gilla Mo Chonna mac Fogartach mac Ciarmac (rí Deiscert Breg), † 1013
- Ruaidri mac Fogartach mac Ciarmac † 1027
- Giolla Seachnaill mac Giolla Mo Chonna † 1033
- Giolla Coluim Ua Riacáin 1034
- Maol Cron mac Cathal † 1053
- Cú Gailleang mac Giolla Seachnaill † 1121
- Mac Giolla Fhularthaigh † 1130
- Domnall mac Giolla Sechnaill † 1160
- Maol Crón mac Giolla Sechnaill † 1171

## Sources
- (en) The kingship and landscape of Tara Edel Bhreatnach Editor Four Courts Press for The Discovery Programme Dublin (2005) Table 4 p. 346-347 « Síl nÁedo Sláine ».
- (en) Irish Kings and High Kings Francis J.Byrne, Four Courts Press History Classics Dublin (2001)  (ISBN 1-85182-196-1) Appendix II p. 281.
- (en) Gearóid Mac Niocaill, Ireland before Vikings, Dublin, Gill & Macmillan, 1972, p. 141 Fig. n°28.  The sub-dynasties of Brega & p.154 Fig. n°32 Kings of Tara of the Sourthern Uí Néill
- (en) Bart Jaski, Genealogical tables of medieval Irish royal dynasties, Dublin, Four Courts Press, 2013 (ISBN 9781846824265), p. 98-99 Tableau-19  Kings of Cnogba North Brega &  Tableau-20 King of Loch Gabor, South Brega
- (en) Immo Warntjes, « Regnal succession in early medieval Ireland », Journal of Medieval History (30),‎ 2004, p. 406.